# Szahalini tücsökmadár
A szahalini tücsökmadár (Helopsaltes amnicola) a verébalakúak (Passeriformes) rendjébe, ezen belül a tücsökmadárfélék (Locustellidae) családjába és a Helopsaltes nembe tartozó faj. Korábban az óriás tücsökmadár alfajának tekintették. 16-18 centiméter hosszú. Költési területe Szahalin valamint Japán északi szigetei és a déli Kuril-szigetek, telelni Indonézia keleti szigeteire és a Fülöp-szigetek déli részeire vonul. A vízhez közeli erdőszéleket, bozótosokat kedveli. Rovarokkal táplálkozik. Júniustól augusztusig költ.

## Fordítás
- Ez a szócikk részben vagy egészben  a   Sakhalin grasshopper warbler című angol Wikipédia-szócikk fordításán alapul.  Az eredeti cikk szerkesztőit annak laptörténete sorolja fel. Ez a jelzés csupán a megfogalmazás eredetét és a szerzői jogokat jelzi, nem szolgál a cikkben szereplő információk forrásmegjelöléseként.